# 劉誥
劉誥（？—？），河南滑縣人，清朝政治人物。拔貢出身。
光緒四年四月，接替施惠。擔任江蘇宜興縣知縣。后由吳元漢接任。光緒十五年，接替祁德昌。擔任江蘇荆溪縣知縣。后由許之珏接任。